# Qinghai Tianyoude Cycling Team/Saison 2011
Dieser Artikel listet Erfolge und Mannschaft des Qinghai Tianyoude Cycling Teams in der Saison 2011 auf.

## Erfolge in der UCI Asia Tour
In den Rennen der Saison 2011 der UCI Asia Tour gelangen die nachstehenden Erfolge.
| Datum     | Rennen                                       | Kat. | Fahrer   |
| --------- | -------------------------------------------- | ---- | -------- |
| 1. August | Chinesische Meisterschaft – Einzelzeitfahren | NC   | Liu Biao |

## Zugänge – Abgänge
| Zugänge                   | Team 2010               | Abgänge   | Team 2011          |
| ------------------------- | ----------------------- | --------- | ------------------ |
| Tian Gesu                 | Neoprofi                | Deng Ting | MAX Success Sports |
| Wang Guowei               | Neoprofi                | Chen Wu   | Unbekannt          |
| Zhao Longji               | Neoprofi                | Lu Yi     | Unbekannt          |
| Yang Zengtao (ab 01.08.)  | China 361° Cycling Team | Ma Haijun | Unbekannt          |
| Liang Wenxuan (ab 01.08.) | Neoprofi                |           |                    |
| Liu Kexue (ab 01.08.)     | Neoprofi                |           |                    |

## Mannschaft
| Name          | Geburtstag        | Nationalität        |
| ------------- | ----------------- | ------------------- |
| Dong Xiaoyong | 26. Oktober 1988  | Volksrepublik China |
| Liang Wenxuan | 25. Dezember 1990 | Hongkong            |
| Liu Biao      | 15. März 1988     | Volksrepublik China |
| Liu Kexue     | 8. Januar 1989    | Volksrepublik China |
| Tian Gesu     | 3. April 1991     | Volksrepublik China |
| Wang Guowei   | 15. März 1992     | Volksrepublik China |
| Wei Yuan      | 2. Januar 1989    | Volksrepublik China |
| Wu Peilun     | 16. Juli 1990     | Volksrepublik China |
| Wu Shengjun   | 18. Juni 1987     | Volksrepublik China |
| Yang Zengtao  | 14. März 1987     | Volksrepublik China |
| Zhao Longji   | 9. Januar 1992    | Volksrepublik China |

## Platzierungen in UCI-Ranglisten
UCI Asia Tour 2011
|      | Fahrer      | Punkte |
| ---- | ----------- | ------ |
| 256. | Wu Shengjun | 7      |